# Krzysztof Crell-Spinowski
Krzysztof Crell-Spinowski (Spinovius) (ur. 1622 w Rakowie, zm. 12 grudnia 1680) – teolog braci polskich, pastor zboru w Rąbkowej.
Krzysztof Crell był synem Jana Crella, teologa ariańskiego i rektora Akademii Rakowskiej. Kształcił się w Rakowie oraz na Uniwersytecie w Lejdzie.

## Życiorys
Od 1650 był kaznodzieją w Krzelowie, w latach 1654–1659 był ministrem zboru w Rąbkowej, później na Śląsku w Kluczborku. Jeździł na zachód Europy kwestując na rzecz ariańskich uchodźców z Polski. W l.1661-1663 przebywał w tym celu m.in. w Niderlandach i Anglii, gdzie spotykał się z sympatykami braci polskich. W 1666 roku powrócił od Anglii i zostawił tam na wychowanie córkę i syna Samuela.
Po 1669 przeniósł się do Kosinowa, gdzie był też ministrem zboru i nauczycielem w miejscowej szkole ariańskiej. Krzysztof kompletował do druku dzieła swojego ojca Jana Crella, które wydawane były w Amsterdamie. W czasie wyjazdów zagranicznych do Niderlandów i Anglii zabiegał o pomoc materialną dla wypędzanych arian. Crell należał do znanych braci polskich w Prusach.
Krzysztof Crell zmarł w czasie podróży przez Polskę, gdy jechał z Kosinowa do Kluczborka.

## Rodzina
Dwukrotnie żonaty, imiona jego małżonek się nie zachowały. Z pierwszej, zmarłej w 1666 roku, miał co najmniej trzech synów i dwie córki: Krzysztofa (ur. 1658) (lekarz w Londynie), Samuela (1660-1747). Z drugiej żony miał syna Pawła (1677- po 1747). Synowie kontynuowali ariańskie tradycje rodzinne.